# میستی رین
میستی رین (انگلیسی: Misty Rain؛ زاده ۱۰ اوت ۱۹۶۹) بازیگر پورنوگرافی اهل ایالات متحده آمریکا است.